# Bernard Cowan
Pour les articles homonymes, voir Cowan.
Bernard Cowan est un acteur, producteur et scénariste canadien né vers 1922 et décédé le 17 juillet 1990 à Toronto (Canada).

## Filmographie
Acteur
- 1952 : The Wayne and Shuster Hour (série télévisée) : Announcer
- 1954 : Wayne and Shuster (série télévisée) : Announcer
- 1956 : Frontiers to Guard : Narrator (voix)
- 1965 : Willie McBean & His Magic Machine (voix)
- 1966 : Captain America (série télévisée) : Narrator / The Melter / Additional Voices (voix)
- 1966 : Hulk (série télévisée) : Narrator / Additional Voices (voix)
- 1966 : The Sub-Mariner (série télévisée) : Narrator / Lord Vashti (voix)
- 1966 : Mighty Thor (série télévisée) : Narrator / Odin (voix)
- 1966 : The Marvel Superheroes (série télévisée) : Additional Voices (voix)
- 1966 : Iron Man (série télévisée) : The Mandarin
- 1966 : Rocket Robin Hood (série télévisée) : Narrateur (voix)

Producteur
- 1961 : Tales of the Wizard of Oz (série télévisée)
- 1968 : The Weaker (?) Sex (série télévisée)